# سیارک ۲۶۱۹۴
سیارک ۲۶۱۹۴ (به انگلیسی: 26194 Chasolivier، نامگذاری:1997CO26) بیست و شش هزار و صد و نود و چهارمین سیارک کشف شده‌است که در ۱۰ فوریه ۱۹۹۷ کشف شد.
قدر مطلق سیارک برابر ۷.۴ است.